# 田中克彦
田中 克彦（たなか かつひこ、1934年6月3日 - ）は、日本の言語学者。専門は社会言語学。モンゴル研究も行う。言語と国家の関係を研究。国際言語として日本語の漢字を批判。一橋大学名誉教授。2009年モンゴル国北極星勲章受章。著書に『言語からみた民族と国家』(1978年)、『名前と人間』(1996年)、『ことばとは何か』(2004年)など。

## 来歴・人物
兵庫県養父郡八鹿町（現養父市）生まれ。兵庫県立八鹿高等学校を経て、1953年、東京都立戸山高等学校卒業。1956年11月、草創期の言語学研究会運営委員となる。1957年、東京外国語大学外国語学部第六部第二類（モンゴル語学）を卒業。同年東京外国語大学言語学研究室副手となる。1963年一橋大学大学院社会学研究科博士課程単位修得退学。大学在学時には、亀井孝の指導を受けた。後に(2000年)「ソビエト・エトノス科学論：その動機と展開」で一橋大学より博士（社会学）の学位を取得。
卒業後は1963年より東京外国語大学外国語学部モンゴル語学科専任講師。1964年から1966年にかけてフンボルト財団研究員としてボン大学中央アジア言語文化研究所に留学し、ワルター・ハイシッヒに師事した。帰国後の1967年より東京外国語大学助教授、1972年岡山大学法文学部助教授。1976年より一橋大学社会学部助教授、1978年に同教授、1996年に同大大学院言語社会研究科教授。1998年に一橋大学を定年退官し、同大名誉教授。その後は中京大学社会学部教授となって教鞭をとった。日本言語政策学会理事も務める。

## 業績・評価
はじめモンゴルの社会主義革命を支持する立場からの著述を行っていたが、その後左翼的立場からする言語論を多く執筆、アルフォンス・ドーデの「最後の授業」が、実はもともとドイツ語文化圏の話であり、フランス・ナショナリズムの作品であることを広く知らしめた。
『チョムスキー』では、生成文法の創始者チョムスキーを英語中心主義として批判したが、これは田中の生成文法に対する無知による誤解として、原口庄輔らの言語学者からは批判されている

### 田中ゼミ出身者・弟子
指導学生に糟谷啓介（一橋大学教授）、イ・ヨンスク（一橋大学教授）、フフバートル（昭和女子大学教授、内モンゴル大学客員教授）、アーデル・アミン・サーレ（カイロ大学教授）、土屋礼子（早稲田大学教授）、栗林均（東北大学教授）、櫻井直文（明治大学教授）、熊谷明泰（関西大学教授）等がいる。

### 漢字批判
『ことばと権力』などの著作においては、「言葉はオトが基本である」「文字はできるだけ規則が少ないほうがよい」という理念から、日本における漢字を「日本の大和言葉を窒息させて消滅させてしまった」「言葉の力を弱める麻薬」などと厳しく批判している。そして、『漢字が日本語を滅ばす』において国語審議会や漢字多用にこだわる文学者たちを批判し、「漢字の多用は『書き手の知識のひけらかし』及び『言葉の力の貧困さ』の証明」と言いきって、漢字のみで言語表記をする中国語においてすら表音文字化の取り組みが長年なされ、妥協として大胆に簡略化した簡体字が導入されたことや、漢字を用いない中国語の例としてのドンガン語の例から言語表現に漢字が必須ではないことを紹介し、漢字を廃止したベトナム・南北朝鮮を見習って、日本は漢字から脱却したうえで長い時間をかけてでも仮名もしくはローマ字による日本語独自の表現を追求するべきだ、と主張している。
漢字を乱用する丸谷才一を著作で「右翼デマゴギー」と罵ったこともある。

## 著書

### 単著
- 『田中克彦セレクシヨン』全4巻 新泉社, 2017-18

#### 社会言語学/言語学概説
- 『ことばの差別』（農山漁村文化協会 1980年）
- 『ことばと国家』（岩波新書 1981年）
- 『チョムスキー』（岩波書店「20世紀思想家文庫」 1983年／岩波同時代ライブラリー 1990年／岩波現代文庫 2000年）
- 『国家語をこえて――国際化のなかの日本語』（筑摩書房 1989年／ちくま学芸文庫 1993年）
- 『言語学とは何か』（岩波新書 1993年）
- 『ことばのエコロジー　言語・ 民族・「国際化」』（農山漁村文化協会 1993年／ちくま学芸文庫 1999年）
- 『名前と人間』（岩波新書 1996年）
- 『クレオール語と日本語』（岩波書店 1999年）
- 『「スターリン言語学」精読』（岩波現代文庫 2000年）
- 『差別語からはいる言語学入門』（明石書店 2001年／ちくま学芸文庫　2012年）
- 『ことばとは何か――言語学という冒険』（ちくま新書 2004年／講談社学術文庫　2009年）
- 『エスペラント－異端の言語』（岩波新書　2007年）
- 『言語の思想――国家と民族のことば』（日本放送出版協会〈NHKブックス〉 1975年／岩波現代文庫 2003年）
- 『言語からみた民族と国家』（岩波書店「岩波現代選書」 1978年／岩波同時代ライブラリー1991年 ／岩波現代文庫 2001年）
- 『ことばの自由をもとめて』（福武文庫 1992年）
- 『漢字が日本語をほろぼす』（角川SSC新書　2011年）／『言語学者が語る漢字文明論』と改題して講談社学術文庫　2017年
- 『ことばは国家を超える 日本語、ウラル・アルタイ語、ツラン主義』ちくま新書、2021

#### モンゴル・シベリアの歴史，民族運動
- 『草原と革命――モンゴル革命50年』（晶文社 1971年／恒文社 1984 年）
- 『モンゴル革命史』（未來社 1971年）
- 『草原の革命家たち――モンゴル独立への道』（中公新書 1973年、増補版1990年）
- 『モンゴル――民族と自由』（岩波同時代ライブラリー 1992年）
- 『ノモンハン戦争－モンゴルと満洲国』（岩波新書　2009年）
- 『シベリアに独立を！　諸民族の祖国（パトリ）をとりもどす』（岩波書店〈岩波現代全書〉 2013年）

#### エッセイ/その他
- 『法廷にたつ言語』（恒文社 1983年／岩波現代文庫 2002年）
- 『従軍慰安婦と靖国神社　一言語学者の随想』（KADOKAWA（角川マガジンズ）　2014年）
- 『田中克彦自伝――あの時代、あの人びと』（平凡社　2016年）

### 共著
- （E.ロット=ファルク）『シベリアの狩猟儀礼』（弘文堂, 1980年）
- （H・ハールマン）『現代ヨーロッパの言語』（岩波新書, 1985年）
- （ゴンボドルジーン ザナバザル ／N. ツルテム）『モンゴルの仏教美術』（恒文社, 1994年）
- （小林英夫編訳／石井米雄）『20世紀言語学論集』（みすず書房, 2000年）
- 『女たちのやさしさ 田中克彦対話集』（河出書房新社 2006年）
- （鈴木孝夫）『対論 言語学が輝いていた時代』（岩波書店, 2008年）
- （太田光／田中裕二）『爆笑問題のニッポンの教養 コトバから逃げられないワタクシ 言語学 (爆笑問題のニッポンの教養) 』（講談社, 2008年）
- （安田敏朗／土屋礼子）『言語学の戦後―田中克彦が語る〈1〉 』（三元社, 2009年）

### 共編著
- （山脇直司・糟谷啓介）『ライブラリ相関社会科学（4）言語・国家、そして権力』（サイエンス社, 1997年）
- （ボルジギン・フスレ）『ハルハ河・ノモンハン戦争と国際関係』（三元社、2013年）

### 訳書
- ワルター・ハイシッヒ『モンゴルの歴史と文化』（岩波書店, 1967年／岩波文庫, 2000年）
- ウノ・ハルヴァ『シャマニズム―アルタイ系諸民族の世界像』（三省堂, 1971年、新版1989年／平凡社東洋文庫（全2巻）、2013年）
- オットー・メンヒェン＝ヘルフェン『トゥバ紀行』（岩波文庫, 1996年）
- ロベール・ショダンソン『クレオール語』（白水社・文庫クセジュ, 2000年）
- S・N・シーシキンほか『ノモンハンの戦い』（編訳、岩波現代文庫，2006年）

### 共訳
- エウジェニオ・コセリウ（亀井孝）『うつりゆくこそことばなれ――サンクロニー・ディアクロニー・ヒストリア』（クロノス, 1981年）

（『言語変化という問題：共時態、通時態、歴史』と改題して岩波文庫、2014年）
- ルイ・ジャン カルヴェ（林 正寛 訳／田中克彦解説）『超民族語』（白水社・文庫クセジュ, 1996年）
- Ts・バトバヤル（芦村 京）『モンゴル現代史』（明石書店, 2002年）